# Kowsalyabothrium indirapriyadarshinii
Kowsalyabothrium indirapriyadarshinii is een lintworm (Platyhelminthes; Cestoda). De worm is tweeslachtig. De soort leeft als parasiet in andere dieren.
Het geslacht Kowsalyabothrium, waarin de lintworm wordt geplaatst, wordt tot de familie Phyllobothriidae gerekend. De wetenschappelijke naam van de soort werd voor het eerst geldig gepubliceerd in 1987 door Muralidhar, Shinde & Jadhav.